# Lymeon brasiliensis
Lymeon brasiliensis är en stekelart som först beskrevs av Brethes 1927.  Lymeon brasiliensis ingår i släktet Lymeon och familjen brokparasitsteklar. Inga underarter finns listade i Catalogue of Life.